# Orientalebra malayana
Orientalebra malayana är en insektsart som beskrevs av Irena Dworakowska 1984. Orientalebra malayana ingår i släktet Orientalebra och familjen dvärgstritar. Inga underarter finns listade i Catalogue of Life.